# Heliport Tiilerilaaq

i7
i11
i13
Der Heliport Tiilerilaaq (ICAO-Code: BGTN) ist ein Hubschrauberlandeplatz in Tiilerilaaq im östlichen Grönland. Da er kein Abfertigungsgebäude besitzt, wird der Heliport auch als Helistop bezeichnet.

## Lage und Ausstattung
Der Heliport liegt etwas nördlich des Dorfs, liegt auf einer Höhe von 5 m und hat eine mit Schotter bedeckte kreisrunde Landefläche mit einem Durchmesser von 30 m.

## Fluggesellschaften und Ziele
Der Heliport wird von Air Greenland bedient, welche regelmäßige Flüge zum Heliport Tasiilaq anbietet. Von dort aus kann der Flughafen Kulusuk erreicht werden.